# (7325) 1981 QA1
A (7325) 1981 QA1 a Naprendszer kisbolygóövében található aszteroida. Zdeňka Vávrová fedezte fel 1981. augusztus 28-án.